# مالکوم مک‌دونالد
مالکوم مک‌دونالد (به انگلیسی: Malcolm Macdonald) زادهٔ ۷ ژانویه ۱۹۵۰ بازیکن فوتبال اهل انگلستان بود که سابقهٔ بازی در تیم ملی فوتبال انگلستان را در کارنامهٔ خود دارد. وی در تاریخ ۲۰ مه ۱۹۷۲ نخستین بازی ملی خود را در مقابل تیم ملی فوتبال ولز انجام داد و با حضور در ۱۴ بازی ملی، در تاریخ ۱۹ نوامبر ۱۹۷۵ واپسین بازی ملی‌اش را در برابر تیم ملی فوتبال پرتغال برگزار کرد.
این بازیکن توانسته در بازی‌های ملی، ۶ گل به ثمر برساند.